# Parque Joya La Barreta
El Parque Recreativo Joya La Barreta, perteneciente al municipio de Querétaro (estado de Querétaro) resguarda un importante ecosistema de montaña, con el cual se busca la realización de actividades de restauración y conservación con múltiples servicios ambientales al municipio como lo son: protección de ecosistemas de montaña, infiltración de agua, generación de oxígeno, moderación del clima y protección de un refugio importante de flora y fauna. También puede ser utilizado para la realización de diversas actividades de tipo ecoturístico, contribuyendo a la oferta turística de Querétaro.

## Creación
El Parque Recreativo Joya La Barreta es un predio municipal de 2,450,000 m². En el proceso de adquisición al Ejido La Barreta, el 22 de junio de 2001 se firma el Convenio de ocupación previa. Dicho proceso derivaría en la publicación en el Diario Oficial de la Federación de fecha de 21 de julio de 2004, de la expropiación de dicho terreno por causa de utilidad pública a favor del Municipio de Querétaro y que hasta 2005 se ejecutó la expropiación antes referida. El Parque se inauguró el 18 de septiembre de 2003.

## Localización

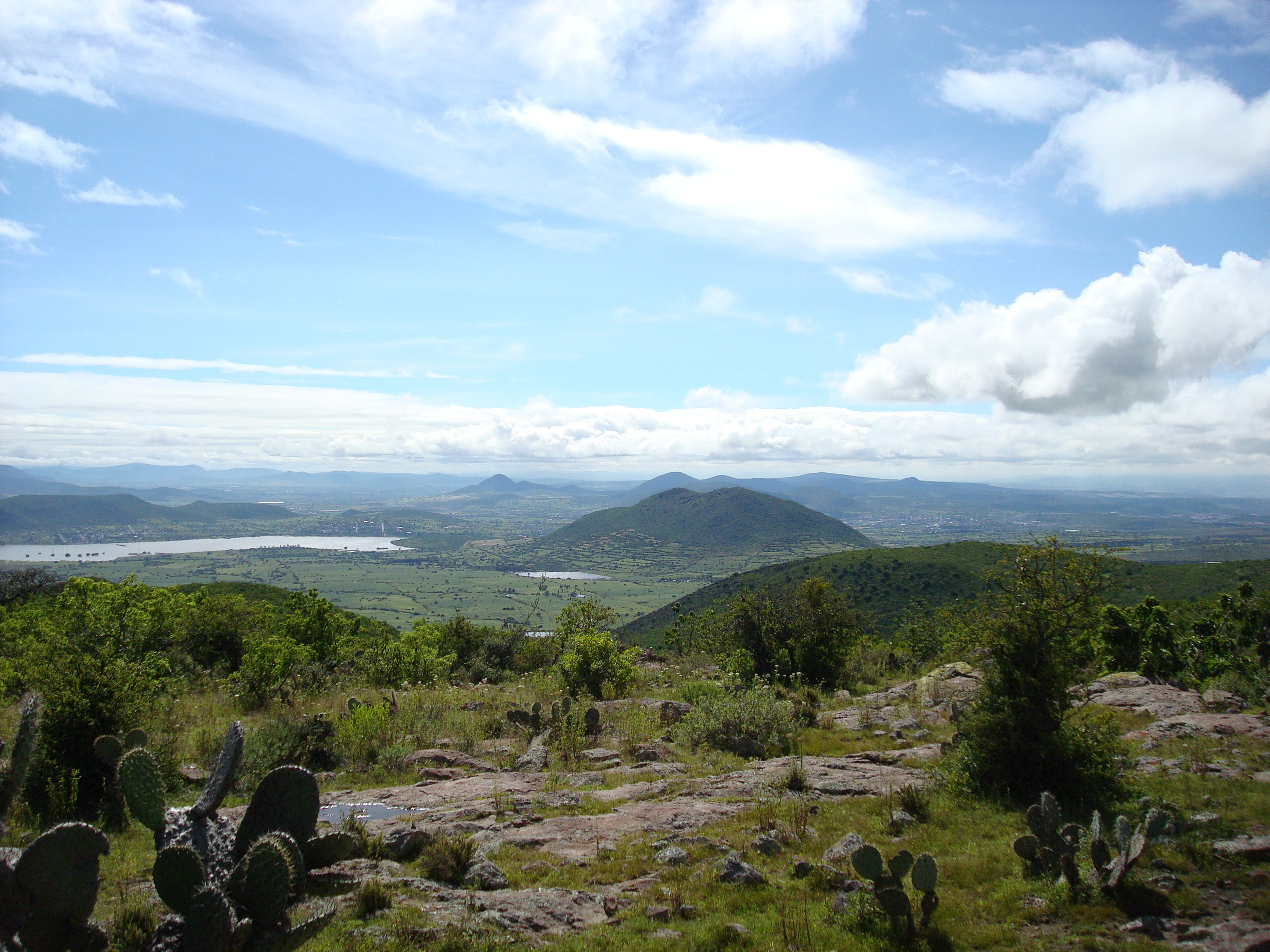
Vista desde el Mirador del Parque.

Está localizado en el noroeste del municipio de Santiago de Querétaro, casi con los límites del Estado de Guanajuato, entre las coordenadas extremas UTM NAD 27MEX, 230 4000 N, 230 0000 N, y 338000 E, 343000 E. 
Dista unos 40 kilómetros de la zona urbana de Querétaro, dirigiéndose por la carretera nacional 57 con dirección a San Luis Potosí, desviándose en el entronque a San Miguel de Allende y después de recorrer 6 km, se llega a la comunidad La Monja y de ahí se toma un tramo de 7 km de camino empedrado. Se pasa por la comunidad de la Barreta y antes de llegar a la comunidad de La Joya se encuentra la entrada al Parque. El tiempo de recorrido entre el centro de la ciudad de Querétaro y el parque es de alrededor de unos 50 minutos.

## Vegetación
El Parque pertenece al área natural protegida municipal conocida como "Zona Occidental de Microcuencas", la cual tiene una enorme importancia por ser el origen de los escurrimientos de la parte poniente del municipio. Presenta diversos tipos de vegetación, como Bosque de Quercus o de encinos, matorral crasicaule, matorral espinoso, bosque tropical caducifolio, pastizal y vegetación rupícola. Este tipo de vegetación se encuentra restringido a las partes más altas, en el parteaguas de la escorrentía. Presenta una especie de encino dominante formando un dosel de hasta 8 m de alto. Las especies arbóreas asociadas son poco frecuentes y se pueden mencionar al tepozán (Buddleja cordata) y al granjeno (Condalia mexicana). Existen tres o cuatro manchones bien conservados de este bosque. El más grande se encuentra como una faja al sur de la microcuenca y el resto hacia el noroeste.
Matorral crasicaule. Es la comunidad más extendida en el ejido, ocupando casi toda la parte central y norte del mismo. Presenta como especies dominantes con ca. de 3 m de altura al nopal hartón (Opuntia hyptiacantha), al cardón (O. streptacantha), al garambullo (Myrtillocactus geometrizans) y algunos huizaches (Acacia schaffneri y Vachellia farnesiana). En el estrato arbustivo menor se encuentran el xonocostle (O. imbricata) y el tasajillo (O. leptocaulis), Ferocactus histrix, Agave salmiana y Mammilaria magnimamma entre otras.

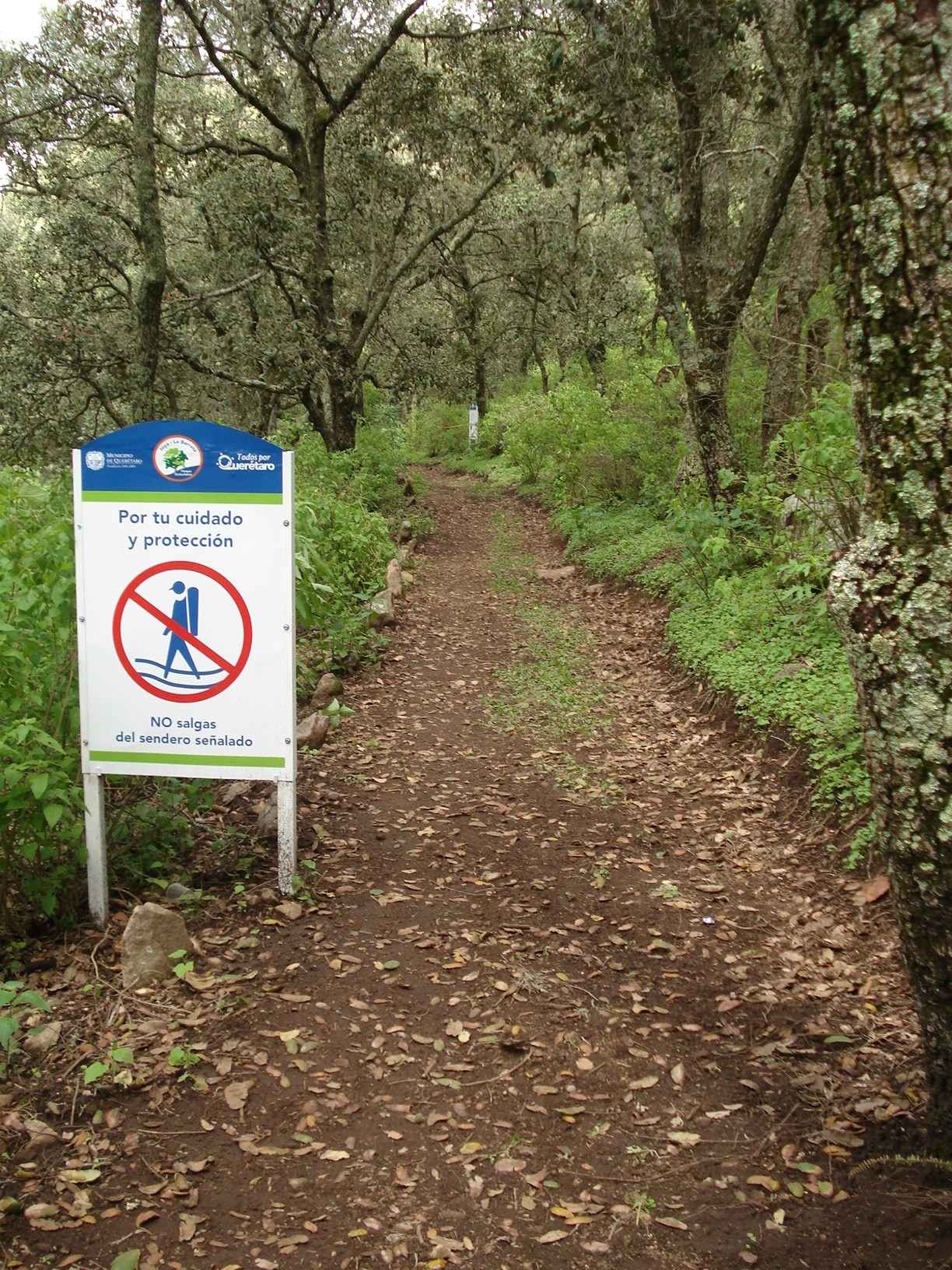
Senderos.

Matorral Espinoso. Las observaciones de campo, los muestreos y la composición de especies, indican la presencia de una comunidad con las características fisionómicas de un matorral espinosos en las laderas con cara al norte en la parte centro-este del ejido. Esta comunidad está dominada por especies espinosas, arbustivas o como pequeños árboles de hasta 4 m de altura. La especie dominante es Acacia schaffneri y como asociadas se encuentran Vachellia farnesiana, Condalia mexicana, Prosopis laevigata, Ipomoea murucoides, Myrtillocactus geometrizans y algunas especies de Opuntia. En un estrato arbustivo menor encontramos Mimosa biuncifera, Zaluzania augusta y Hechtia sp.
Bosque tropical caducifolio. Se encuentra en los sitios más protegidos y con mayor humedad ambiental, pero que por lo mismo, han estado sujetos a mayor actividad antropocéntrica. Estas dos condiciones hacen que a pesar de ser una comunidad alterada, presente una cobertura media. Las especies encontradas en el bosque tropical caducifolio con mayor dominancia son Senna polyantha e Ipomoea murucoides. Sin embargo, hay especies como Bursera fagaroides, indicadora de mayor presencia de esta comunidad en el pasado. Otras especies asociadas son: Myrtillocactus geometrizans, Dodonaea viscosa, Agave applanata, Opuntia sp., Condalia velutina, Salvia spp. y Datura sp. 
Pastizal. Algunas especies herbáceas presentes en el pastizal son Datura ceratocaula, Jaltomata procumbens, Lepidium cf. oblongum y Dichondra argentea, entre otras. Sin embargo, en la zona de pastizal más seco están presentes especies como Zephyrantes sessilis, Z. tenuifolia y Echeandia nana con forma de vida similar a los pastos y de cactáceas de importancia ecológica como Stenocactus (Ferocactus hamatacanthus).
Vegetación rupícola. Se encuentra en las paredes de las dos áreas con mayor pendiente, hacia el límite este-noreste del área de estudio, circundando con los encinares y hacia el límite oeste. Entre las especies de importancia de la zona se encuentran. Agave filifera, Hechtia sp. y Mammilaria macrohelia

## Flora
Se conocen 38 familias, 84 géneros y 106 especies. Las familias más diversas son las leguminosas Fabaceae con nuevos géneros y once especies, las cactáceas con seis géneros y once especies, seguidas por las Solanáceas con siete géneros y cinco especies. Los géneros con mayor número de especies son Opuntia (Cactaceae) e Ipomoea (Agavaceae), Salvia (Lamiaceae) y Oxalis (Oxalidaceae) con tres especies cada uno. Del total de las especies tres son raras o tienen un estado de conservación.
La especie más representativa en la zona boscosa es el encino roble (Quercus aff. castanea), formando un dosel de 10 m de alto. Otras especies importantes son encino (Quercus aff. laeta), tepozán (Buddleja cordata), granjeno (Condalia mexicana), huizaches (Acacia schaffneri y Vachellia farnesiana) y diversos tipos de biznagas y nopales. En las partes bajas del predio se localizan ejemplares de bosque tropical caducifolio como tepeguaje (Senna polyantha) y palo bobo (Ipomoea murucoides). Por otro lado, en la zona más alta se puede encontrar una zona de pastizal.

## Fauna
La fauna está conformada por treinta y cinco especies de las cuales dos son anfibios, nueve reptiles, catorce de aves y diez de mamíferos. Las dos especies de anfibios (Hyla arenicolor y Rana montezumae) se encuentran exclusivamente en el bosque tropical, principalmente en las pequeñas barrancas y áreas de escurrimientos.

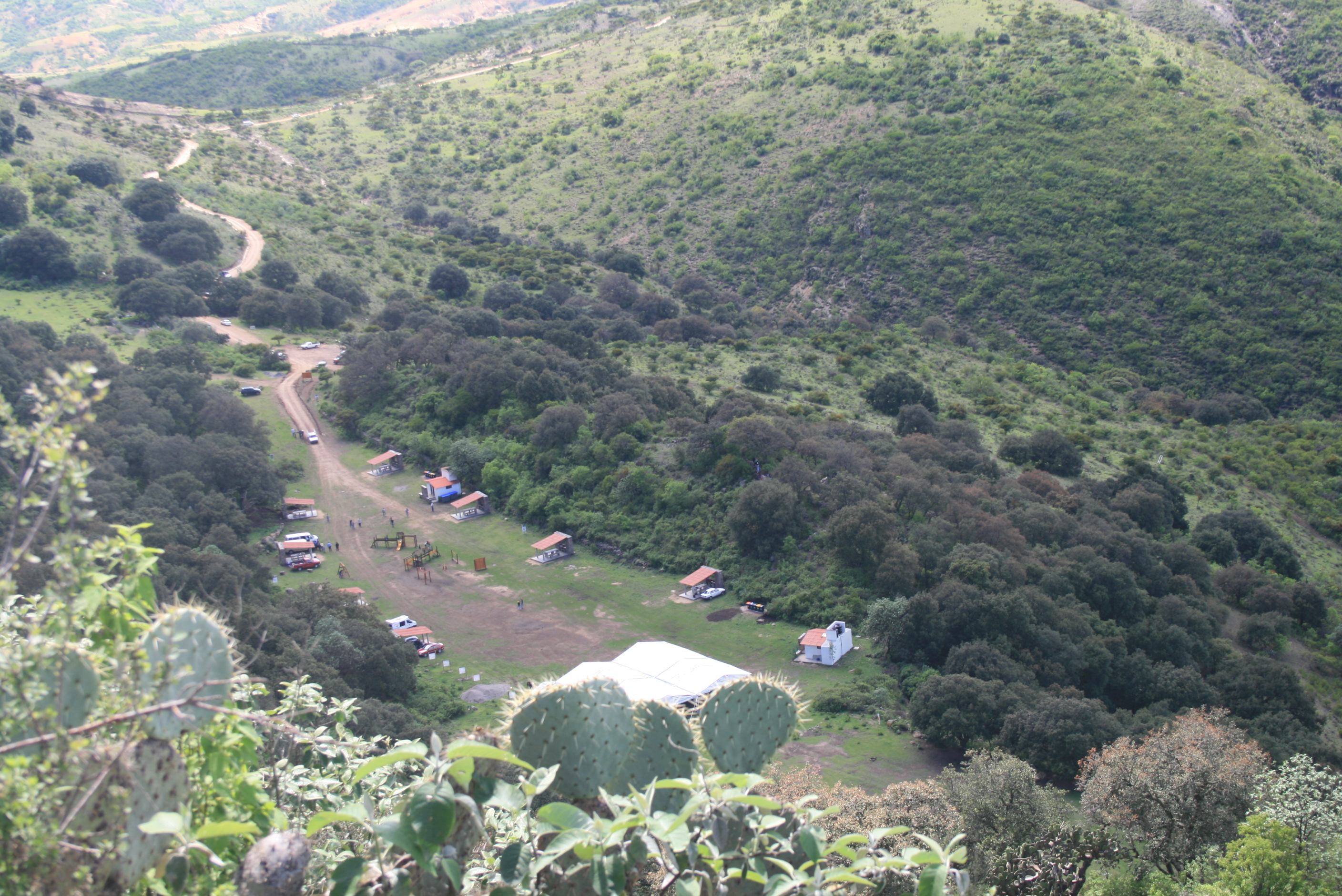
Vista desde el mirador.

Las aves Columbina inca, Mimus polyglottos y Carpodacus mexicanus también se distribuyen únicamente en el bosque tropical, al igual que Accipiter striatus y Corvus cryptoleucus que lo hacen para las zonas de cultivo y pastizal; mientras que en mamíferos, Lepus californicus y Sylvilagus cunicularis se encontraron únicamente para la zona de cultivo y pastizal.
De acuerdo al listado de especies protegidas para México publicado en la Norma Oficial Mexicana (NOM-SEMARNAT-059-2001), en la zona ocurren 10 especies de vertebrados bajo algún estatus de conservación, las cuales se pueden agrupar en tres categorías: Raras, Amenazadas y Sujetas a Protección Especial. Algunas de estas especies son Salvadora bairdi, Pituophis deppei, Thamnophis cyrtopsis, Crotalus atrox y Kinostemon integrum.
Algunas de las especies que habitan en las inmediaciones del Parque son ranita de cañón (Hyla arenicolor), tortuga casquito (Kinostemon integrum), lagartija (Sceloporus torquatus), culebra de agua (Thamnophis scalaris), coralillo (Micrurus fulvius), zopilote cabeza roja (Accipiter striatus), Cezontle (Mimus polygkottos), cardenal rojo (Cardinalis cardinalis), búho (Bubo virginianus), halcón (Falco sparverius), liebre (Lepus californicus), conejo (Sylvilagus cunicularius), ardilla (Sciurus aureogaster) y zorrillo (Mephitis macroura).

## Infraestructura y actividades s

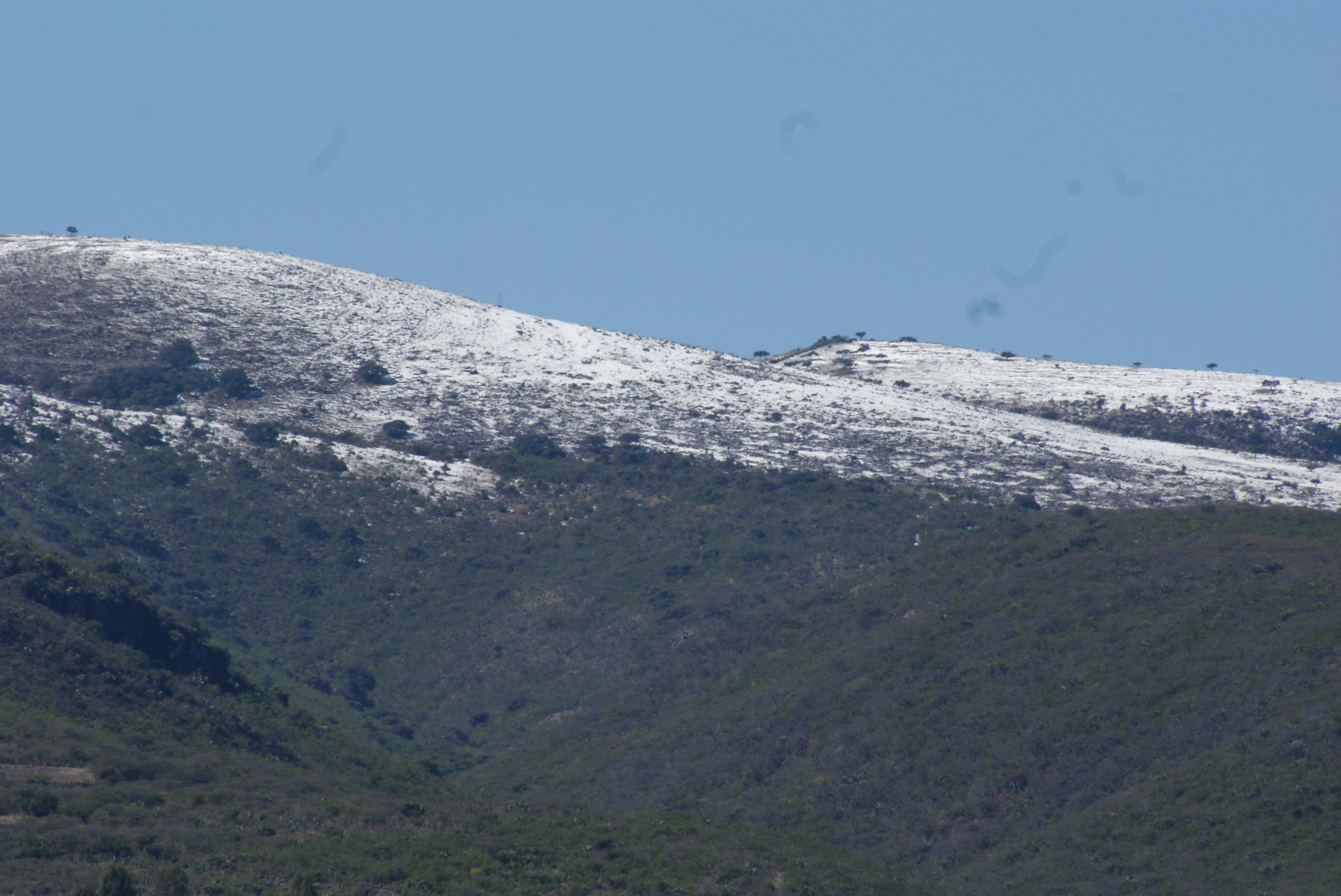
Cerros del Parque Joya La Barreta nevados.

El parque tiene una zona de recreación. Es la zona más pequeña en superficie del parque, y comprende algunas de las áreas cubiertas de pastizal inducido o natural. Las pendientes son moderadas.
Su infraestructura incluye caseta de acceso y vestíbulo, zona de módulos familiares con asadores, juegos infantiles, zona de campismo, mirador, sanitarios y estacionamiento.
Se puede realizar actividades como visitas guiadas, talleres educativos, campamentos de verano, recorridos de observación de aves y mariposas, ciclismo de montaña, senderismo, excursiones, campismo, observación astronómica, eventos especiales y días de campo.